# 12 août 1954
Le jeudi 12 août 1954 est le 224e jour de l'année 1954.

## Naissances
- François Hollande, 7e président de la cinquième République Française
- Gilles Martin-Chauffier, journaliste et un écrivain français
- Jorge Martins, footballeur portugais
- Leung Chun-ying, homme politique hong-kongais du XXIe siècle
- Luciano Di Napoli, pianiste et chef d’orchestre français
- Pat Metheny, guitariste américain
- Rob Borbidge, politicien australien
- Sam J. Jones, acteur américain